# Verdrag van Vereniging
Het Verdrag van Vereniging (Treaty of Union, oorspronkelijk Articles of Union) is de overeenkomst tussen het koninkrijk Engeland (inclusief Wales) en het koninkrijk Schotland die leidde tot de creatie van Groot-Brittannië in 1707. De bepalingen van het verdrag werden vastgesteld op 22 juli 1706 en de politieke unie trad in werking op 1 mei 1707, nadat de parlementen van Engeland en van Schotland er uitvoering aan hadden gegeven door hun Acts of Union. Het laatste parlement hield op te bestaan en Schotse afgevaardigden zetelden voortaan in het Parlement van Groot-Brittannië in Londen.
Aanleiding van deze union of the parliaments was de opvolgingskwestie. Koningin Mary was gestorven en koning Willem III was niet hertrouwd. Prinses Anne verloor in 1700 de laatste van haar kinderen, zodat het Huis Stuart in de protestantse lijn dreigde uit te sterven. Engeland nam in 1701 de Act of Settlement aan, maar het Schotse parlement maakte geen aanstalten om dit voorbeeld te volgen. Engeland, beducht dat de personele unie teloor zou gaan door een katholieke Stuart op de Schotse troon, stelde een unie van de parlementen voor. Ook werd gestipuleerd dat de Britse troonopvolging toebehoorde aan het Huis Hannover en dat de vorst een protestant moest zijn die toetrad tot de Anglicaanse kerk.